# Pouvoir judiciaire

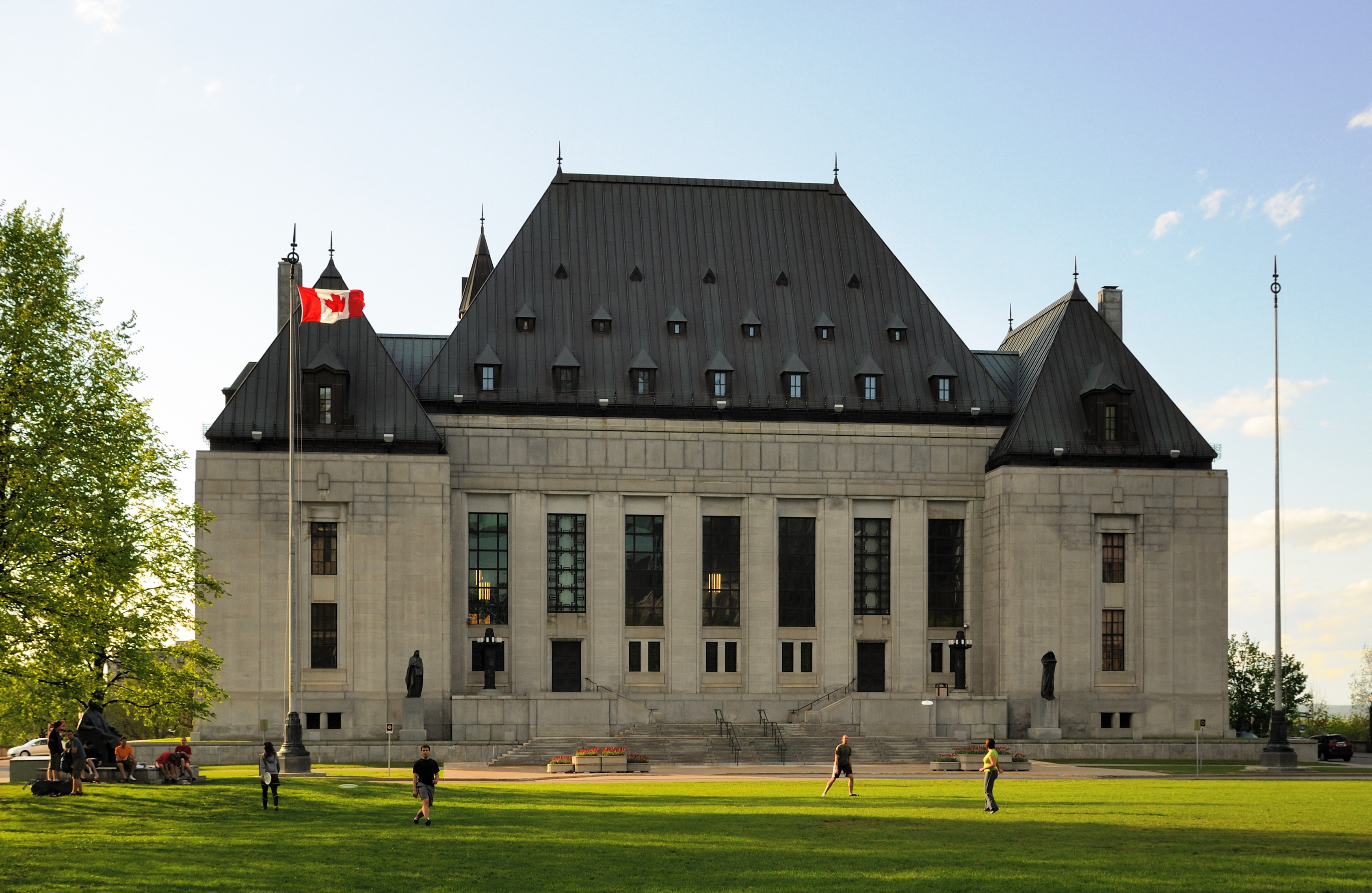
locaux abritant la cour suprême canadienne

Le pouvoir judiciaire est, avec le pouvoir exécutif et législatif, l'un des trois pouvoirs constituant l'État dans un régime démocratique respectant la séparation des pouvoirs. Il a pour rôle de contrôler l'application de la loi et sanctionne son non-respect. Ce pouvoir est confié aux juges et aux magistrats (et parfois, dans une moindre mesure, à des jurés), qui se fondent sur les textes de lois (qui sont rédigés par le pouvoir législatif) pour prendre des décisions.
L'expression « pouvoir judiciaire » peut revêtir deux sens différents : le premier désigne le pouvoir judiciaire au sens organique et le second au sens fonctionnel. Dans le premier cas, « pouvoir judiciaire » désigne les cours et tribunaux, dans le second la possibilité de trancher les litiges.

## Belgique
Le pouvoir judiciaire désigne les cours, les tribunaux et les justices de paix.
La Belgique compte (en temps de paix) :
- 187 Justices de paix (une par canton judiciaire)

certaines Justices de paix sont divisées en plusieurs sièges (il y a, au total, 228 sièges de Justice de paix) ;
- quinze tribunaux de police (un par arrondissement judiciaire à l'exception de l'arrondissement judiciaire de Bruxelles qui en compte quatre);
- treize tribunaux de première instance (un par arrondissement judiciaire et deux pour l'arrondissement judiciaire de Bruxelles) constitués de:
  - une ou plusieurs chambres civiles, formant une section dénommée tribunal civil,
  - une ou plusieurs chambres correctionnelles, formant une section dénommée tribunal correctionnel,
  - une ou plusieurs chambres de la jeunesse, formant une section dénommée tribunal de la jeunesse,
  - un ou plusieurs juges d'instruction,
  - un ou plusieurs juges des saisies
- neuf tribunaux du travail (un par ressort de cours d'appel à l'exception du ressort de la cour d'appel de Bruxelles qui en compte quatre, et de l'arrondissement judiciaire de Eupen)[1];
- neuf tribunaux d'entreprise  (un par ressort de cours d'appel à l'exception du ressort de la cour d'appel de Bruxelles qui en compte quatre, et de l'arrondissement judiciaire d'Eupen )[1];
- douze tribunaux d'arrondissement (un par arrondissement judiciaire);
- une cour d'assises (une par province et une pour l'arrondissement administratif de Bruxelles (qui correspond à la Région de Bruxelles-Capitale));
- cinq tribunaux d'application des peines (ce sont formellement des sections des Tribunaux de première instance établis aux sièges des Cours d'appel) à Anvers, Bruxelles, Gand, Liège et Mons;
- cinq cours d'appel à Anvers, Bruxelles, Gand, Liège et Mons;
- cinq cours du travail à Anvers, Bruxelles, Gand, Liège et Mons;
- une cour de Cassation à Bruxelles.

Certaines Cours et certains Tribunaux sont divisés en sections qui siègent en des endroits différents.
Il existe également des juridictions qui n'appartiennent pas à l'ordre judiciaire.
La Belgique compte, notamment, à ce titre:
- une Cour des comptes, à Bruxelles;
- un Conseil du contentieux des étrangers, à Bruxelles;
- un Conseil d'État, à Bruxelles;
- une Cour constitutionnelle, à Bruxelles.

## Canada
Au Canada, le pouvoir judiciaire est exercé par de nombreux tribunaux dont le plus haut dans la hiérarchie est la Cour suprême du Canada.
Dans chaque province, une cour supérieure siège pour entendre, par défaut, les causes en première instance. Ces causes peuvent parfois être portées en appel à la cour d'appel de la province, puis, dans les causes de grande importance, à la Cour suprême du Canada. Cependant, pour l'application de certaines lois fédérales, la Cour fédérale et la Cour d'appel fédérale sont les tribunaux compétents.
En plus de ses tribunaux, autant le Parlement fédéral que les provinces ont créé différents tribunaux spécialisés pour entendre des litiges touchant certains domaines (logement, immigration, droit militaire, droit du travail, etc.).
La plupart des juges au Canada sont nommés jusqu'à l'âge de 75 ans avec peu de possibilité d'être démis de leur fonction. Pour des affaires criminelles graves, l'accusé est souvent jugé par un juge et un jury.

## Espagne
Le titre VI de la Constitution est consacré au pouvoir judiciaire : l'article 117 prévoit que « la justice émane du peuple et elle est rendue au nom du roi, par des juges et des magistrats formant le pouvoir judiciaire, indépendants, inamovibles, responsables et soumis uniquement à l'empire de la loi ».
L'article 122 de la Constitution dispose que le Conseil général du pouvoir judiciaire est l'organe de gouvernement du pouvoir judiciaire

## États-Unis
Le pouvoir judiciaire fédéral est prévu à l'article III de la Constitution des États-Unis, alors que le pouvoir législatif figure à l'article I et le pouvoir exécutif à l'article II.

## France
Dans la Constitution de 1958 au Titre VIII, il n'est nullement fait mention de « pouvoir judiciaire », mais d'une « autorité judiciaire » (tout comme il n'est nullement fait mention de « pouvoir exécutif » et « pouvoir législatif »). Mais, dans les faits, cette différence de terminologie ne change rien.
Bien qu'ayant une séparation des pouvoirs, la France a une conception qui lui est propre de cette dernière, notamment au travers du fait que le pouvoir judiciaire n'est pas compétent pour les affaires impliquant les deux autres pouvoirs (législatif et exécutif), où cela est du ressort du Tribunal administratif. Cette limitation du champ d'action du pouvoir judiciaire est expliquée par le raisonnement que le pouvoir judiciaire n'est pas assez légitime pour juger des actes de représentants élus par le peuple.
L'indépendance de l'autorité judiciaire face au pouvoir exécutif est souvent un sujet de polémique. Par exemple, le 7 janvier 2011, le procureur général près la Cour de cassation, Jean-Louis Nadal, a fustigé « une forme de mépris pour la justice » affiché par ceux qui « dénigrent » les décisions des magistrats, dans une allusion à peine voilée à l'exécutif. « Inspirer à l'opinion des sentiments bas en instillant de manière extravagante la confusion entre la responsabilité du criminel et celle du juge dont on dénigre la décision […], tout cela avilit l'institution et, en définitive, blesse la République », a critiqué le premier procureur de France, à l'occasion de la rentrée solennelle de la Cour de cassation.
Lors de l'affaire Éric Dupond-Moretti, Emmanuel Macron rappelle que la justice est une autorité et non un pouvoir[pertinence contestée].

## Liban
En première instance, il y a 56 cours de première instance à juge unique et 11 en appel.
En cassation, il y a quatre cours compétentes en matière civile, commerciale et criminelle et un Conseil d'État qui compte cinq chambres contentieuses, une chambre administrative et une assemblée plénière.
Il existe une juridiction administrative.
Il y a aussi des tribunaux militaires permanents, qui sont présidés par un officier et dont un seul de ses membres est un civil. La cour militaire de cassation est présidée par un civil et quatre de ses membres sont militaires.
Il faut également citer le tribunal spécial des Nations unies pour le Liban, qui est un tribunal international temporaire.

### Sources
- (nl) Cet article est partiellement ou en totalité issu de l’article de Wikipédia en néerlandais intitulé « Rechterlijke macht » (voir la liste des auteurs).